# Joaquín Colomer (músic)
Joaquím Colomer sacerdot i músic, va ser nomenat beneficiat de la col·legiata de Sant Feliu de Girona i en va dirigir l'escolania.
L'any 1918 va guanyar per oposició la canongia de mestre de la capella de la catedral de Girona i va impulsar el redreçament de l'escolania de la Seu.
La seva labor arxivística es va traduir en el fitxatge que va dur a terme del fons musical de l'Arxiu Capitular de la Catedral de Girona, entre els anys 1957-1971. Les seves fitxes estaven ordenades alfabèticament per autors i contenien una somera descripció de les obres. Ell mateix va tenir cura de col·locar els manuscrits del fons en capses d'arxivador, encamisats en grans folis de paper de ceba, amb les corresponents dades sobre l'autoria, un títol genèric de l'obra i la seva signatura que consignà en bolígraf blau a la coberta davantera de les camises.